# Metro van Almaty

Gepland lijnennet

De eerste bouwactiviteiten voor de metro van Almaty (Kazachs: Алматы метросы, Almatij metrosij, Russisch: Алматинский метрополитен, Almatinskij Metropolıten) startten in 1988, toen de stad nog Alma-Ata werd genoemd.  Met 1,3 miljoen inwoners is Almaty de grootste stad van Kazachstan. Zowel het matige financiële klimaat in de jaren van de ontbinding van de Sovjet-Unie, als de verplaatsing van de nationale regering naar Astana zorgden voor vertraging van het project. Volgens de planning werd  het eerste deel van lijn 1 op 1 december 2011 in gebruik genomen.

## Lijnen
| Lijn | Naam   | Traject                  | Geopend | Lengte  | Stations |
| ---- | ------ | ------------------------ | ------- | ------- | -------- |
| 1    | Lijn 1 | Rajymbek batyr ↔ Alataoe | 2011    | 11,3 km | 9        |